# Rada Państwa (Słowenia)
Rada Państwa (sł. Državni svet) – izba wyższa parlamentu Słowenii, składająca się z 40 członków wybieranych na pięcioletnią kadencję. Rada w całości pochodzi z wyborów pośrednich, a jej konstytucyjnym zadaniem jest reprezentowanie w parlamencie różnych grup społecznych. 22 miejsca zarezerwowane są dla „lokalnych grup interesów”. Sześć miejsc obsadzają przedstawiciele środowisk „działalności niekomercyjnej”. Cztery miejsca przewidziano dla przedstawicieli pracodawców. Również cztery zajmują przedstawiciele pracowników, rolników, rzemieślników i wolnych zawodów.

## Przewodniczący
- 1992–1997: Ivan Kristan
- 1997–2002: Tone Hrovat
- 2002–2007: Janez Sušnik
- 2007–2012: Blaž Kavčič
- 2012–2017: Mitja Bervar
- 2017–2022: Alojz Kovšca[2]
- od 2022: Marko Lotrič[3]